# Kalmud, Gulbarga
Kalmud là một làng thuộc tehsil Gulbarga, huyện Gulbarga, bang Karnataka, Ấn Độ.